# Lakota FC
Lakota FC est un club de football ivoirien basé à Lakota. Il joue actuellement en MTN Ligue 2. Il est présidé par Gnakala Yaci.